# The Thing With Two Heads
The Thing with Two Heads is een Amerikaanse komische sciencefictionfilm uit 1972, met in de hoofdrollen Rosey Grier, Ray Milland en Don Marshall. De film is geregisseerd door Lee Frost. Het script is geschreven door Wes Bishop. 

## Verhaal
Dr. Maxwell Kirshner is een rijke en uitermate racistische man. Wanneer hij terminaal ziek blijkt te zijn en niet lang meer te leven heeft, eist hij dat zijn hoofd wordt overgezet op een ander, gezond lichaam. Er is echter te weinig tijd om rustig een geschikt lichaam te zoeken, en  de enige op dat moment beschikbare persoon is de ter dood veroordeelde Afro-Amerikaanse crimineel Jack Moss. De operatie slaagt, maar de twee heren zitten nu met elkaar opgescheept.

## Rolverdeling
| Acteur           | Personage                     |
| ---------------- | ----------------------------- |
| Ray Milland      | Maxwell Kirshner              |
| Roosevelt Grier  | Jack Moss (als 'Rosey' Grier) |
| Don Marshall     | Dr. Fred Williams             |
| Roger Perry      | Dr. Philip Desmond            |
| Chelsea Brown    | Lila                          |
| Kathrine Baumann | Patricia (als Kathy Baumann)  |
| John Dullaghan   | Thomas                        |
| John Bliss       | Donald                        |
| Bruce Kimball    | Police Lieutenan              |

## Soundtrack
- Oh Happy Day – Mike Curb Congregation
- A Prayer  - Jerry Butler
- The Thing Theme Police Chase – Porter Jordan